# Acrônimo recursivo
Um acrônimo recursivo é uma abreviatura que se refere a si mesma na expressão que a simboliza. Devido a natureza da língua inglesa, a qual permite frases infinitamente recursivas, abreviaturas recursivas são definições circulares.

## Exemplos relativos à informática
Em computação, uma antiga tradição da comunidade hacker (especialmente no  MIT) era escolher acrônimos e abreviaturas que se referissem humoristicamente a si mesmos ou a outras abreviaturas. Talvez o primeiro exemplo neste contexto, por volta de 1977 ou 1978, é TINT ("TINT Is Not TECO"), um editor para MagicSix. Isto inspirou dois editores de LISP do MIT denominados EINE ("EINE Is Not Emacs") e ZWEI ("ZWEI Was EINE Initially"). Estes foram seguidos pelo GNU ("GNU's not UNIX") de Richard Stallman. Muitos exemplos incluem negativas, como negações de que a coisa definida seja ou se pareça com outra coisa.

## Exemplos técnicos
Muito visto na informática:
- PHP - PHP: Hypertext Preprocessor (de "Personal Home Page Tools", mais frequentemente referenciado como "PHP Tools")
- GNU - GNU's Not Unix
- WINE - WINE Is Not an Emulator

## Exemplos não-técnicos
Acrônimos recursivos não estão limitados à terminologia de informática. Por exemplo, algumas empresas foram renomeadas desta forma:
- NEAR — Near Earth Asteroid Rendezvous
- BWIA — BWIA West Indies Airways (ex-British West Indian Airways)
- GES — GES Exposition Services (ex-Greyhound Exposition Services)
- SAAB — Saab Automobile Aktiebolaget (ex-Svenska Aeroplan Aktiebolaget)
- TAP - TAP Air Portugal — em português, todavia, TAP é um acrônimo de Transportes Aéreos de Portugal e não é recursivo.
- VISA — Visa International Service Association
- ADAP - ADAP Discount Auto Parts
- MOCS - Mocs, One Curious Solution

## Exemplos ficcionais
- Em Twin Peaks, Laura Palmer descobre que sua nêmesis, Bob, era um acrônimo para Beware of Bob ("cuidado com Bob")[2]